# Migné-Auxances
Migné-Auxances – miejscowość i gmina we Francji, w regionie Nowa Akwitania, w departamencie Vienne.
Według danych na rok 1990 gminę zamieszkiwało 5 000 osób, a gęstość zaludnienia wynosiła 173 osoby/km² (wśród 1467 gmin regionu Poitou-Charentes, Migné-Auxances plasuje się na 31. miejscu pod względem liczby ludności, natomiast pod względem powierzchni na miejscu 187.).